# Ziegler Károly
Ziegler Károly (Marosvásárhely, 1872. december 25. – Budapest, 1938. július 10.) erdélyi magyar orvos, orvosi szakíró, prózaíró, fordító.

## Életútja, munkássága

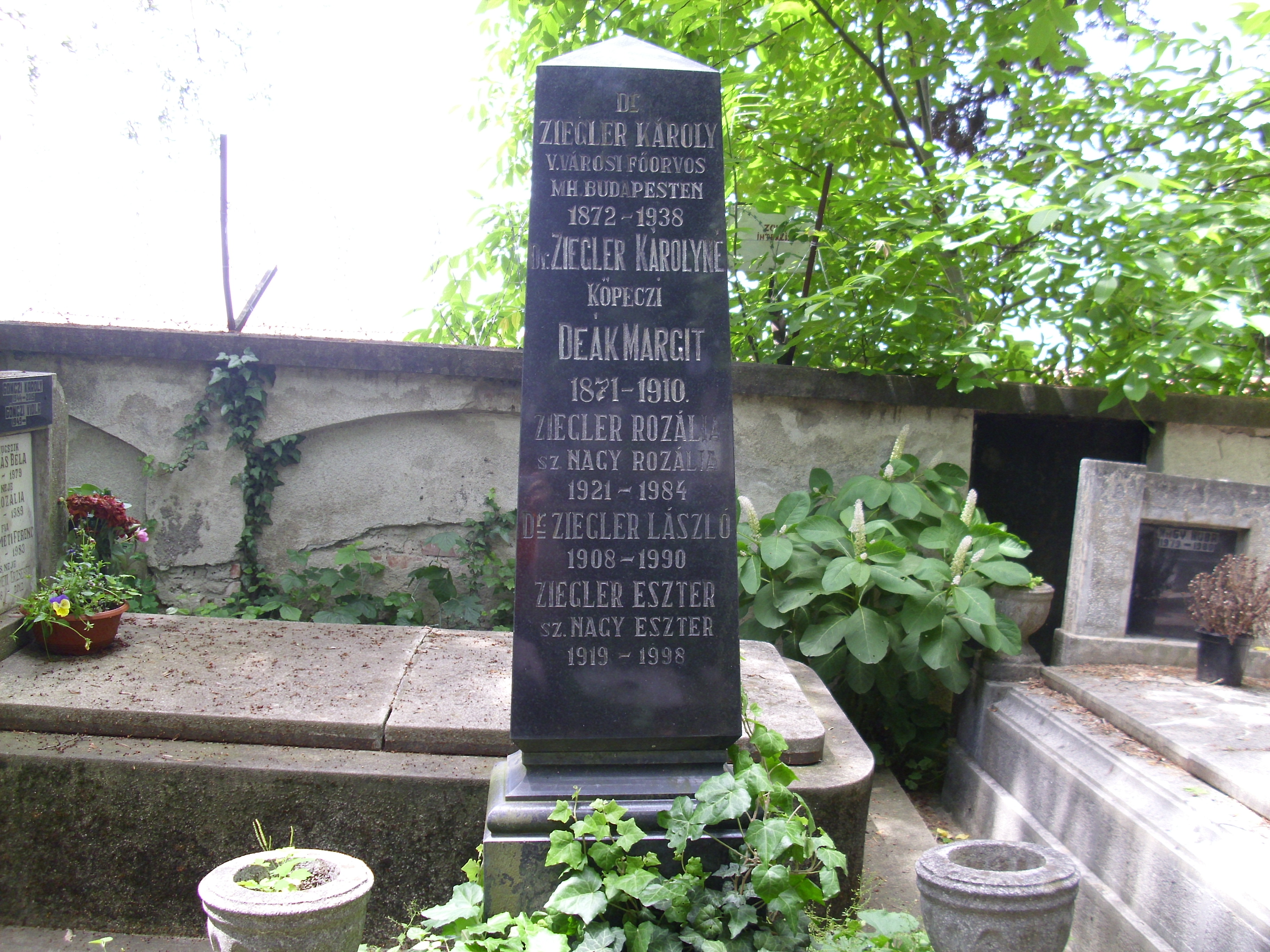
Ziegler Karoly sirja a marosvasarhelyi reformatus temetoben

Apja Ziegler Emil (1846–1897), kolozsvári királyi ítélőtáblai tanácselnök, anyja nagygörgényi Csiszár Berta (1850–1883) voltak. Az apai nagyszülei dr. Ziegler Károly (1801–1849), marosvásárhelyi főorvos, és báró Gallois Cécile (1818–1885) voltak. Apai nagybátyja sáromberki Ziegler Károly (1845–1917) vezérőrnagy, akinek nejétől nagyernyei Rudolf Vanda (1859–1946) asszonytól született Bartók Béla zeneszerzőné sáromberki Ziegler Márta (1893–1967); Ziegler Károly vezérőrnagy, neje Rudolf Vanda és gyermekei magyar nemességet, családi címert, valamint a "sáromberki" nemesi előnevet szerezték adományban Ferenc József magyar királytól 1910. december 29-én. Ziegler Károlynak az egyik leánytestvére Ziegler Klára, akinek a férje Ugray Gábor megyei állatorvos, állategészségügyi főfelügyelő; Ugray Gáborné Ziegler Klárának a fia Ugray György (1908–1971) magyar szobrászművész.
Orvosi diplomát a kolozsvári Ferenc József Tudományegyetemen szerzett. Két évig ugyanott klinikai tanársegéd, majd Maros-Torda vármegyében járási alorvos, később vármegyei főorvos volt. 
Az első világháborúban mint ezredorvos két évig teljesített frontszolgálatot. 
Hazatérése után az 1930-as évekig Marosvásárhely kerületi orvosa volt. Jelentős szerepet játszott a város közéletében, számos ismeretterjesztő előadást tartott.
1919-től a Zord Idő szerkesztőségének tagja, itt közölt novellát, irodalmi kritikát, prózát, verset és francia versfordításokat. 1920-ban jelent meg Flaubert regénye nyomán írt Salambo c. négyfelvonásos színműve.
Orvosi tárgyú dolgozatai szakfolyóiratokban jelentek meg. Élete végére Ziegler Károly bélrákban szenvedett és orvosai tanácsára Budapestre utazott ahol a Bakay klinikán műtétet hajtottak végre rajta 1938. júliusában. A súlyos betegen azonban már ez sem segített és hamarosan meghalt 1938. július 10-én. Bár Budapesten hunyt el, a marosvásárhelyi temetőben nyugszik.

## Házassága és leszármazottjai
Feleségül vette a nemesi származású református felekezetű köpeczi Deák családnak a saját köpeczi Deák Margit (1872–Marosvásárhely, 1910. január 13.) kisasszonyt, akinek a szülei köpeczi Deák József (1829–1910), marosvásárhelyi tanár és református egyház-kerületi pénztárnok, és gyarmathi Veres Zsuzsanna (1829–1910) voltak. Ziegler Károly és köpeczi Deák Margit frigyéből született:
- Ziegler Károly
- Ziegler Gábor
- Ziegler György
- Ziegler Ernő
- Vásárhelyi Z. Emil (Ziegler; Marosvásárhely, 1907. január 23. – Cooma, Ausztrália, 1986. június 7.) erdélyi művészeti író, festőművész, grafikus.
- Ziegler László (1908–1989)

## Társasági tagság
- A Kemény Zsigmond Társaság (KZST) választmányi tagja.
- 1934-től tagja és egyben könyvtárvezetője a marosvásárhelyi Kaszinónak.